# Kuzminec Miljanski
Kuzminec Miljanski is een plaats in de gemeente Zagorska Sela in de Kroatische provincie Krapina-Zagorje. De plaats telt 35 inwoners (2001).